# 野川中洲北遺跡
野川中洲北遺跡（のがわなかすきたいせき）は、東京都小金井市中町一丁目にある後期旧石器時代から縄文時代・奈良時代・平安時代・中世・近世にかけての複合遺跡である。なお隣接する野川中洲遺跡（のがわなかすいせき、小金井市No.17遺跡）についても本項であわせて記述する。

## 遺跡の概要
後期旧石器時代～縄文時代、平安時代～近世の集落遺跡である。野川第二調節池の建設に伴い発掘調査が行われた。後期旧石器時代は前半期～終末期の計8枚の遺物包含層が検出されている。縄文時代は草創期、早期の遺物がまとまって出土しているほか、後期の竪穴建物跡、掘立柱建物跡が検出されている。平安時代の遺構は、建物跡は明瞭ではないが土坑やピットが検出され土師器・須恵器が出土している。中世の遺構は溝状遺構と、掘立柱建物を構成すると考えられるピット群が検出されている。近世の遺構は明瞭ではないが陶磁器が出土している。野川低地と、隣接した低位段丘面の利用に関わる痕跡が後期旧石器時代から近世まで断続的に残されていることが特徴である。
武蔵野台地の南端、国分寺崖線の南側、立川面に位置する。河川改修により現在では国分寺崖線と野川流路の間の左岸の立川面は狭い平坦面となっているが、かつては野川の主流路は南側に蛇行しており、低地部には複数の支流路があった。国分寺崖線に接続する北側には本遺跡が立地し、その南、野川の主流路と支流路に挟まれて存在していた中洲上の低位段丘面に野川中洲遺跡が立地していたことになるが、河川改修と調節池の建設により旧地形を確認することは困難となっている。野川調節池の建設に伴う発掘調査では、台地部では立川ローム層Ⅹ層まで堆積が確認され、その下位に礫層が検出されているので立川1面に相当する。なお調査区内ではⅩ層下位、およびⅣ層下部より下位に泥炭層が形成されている部分があり、立川1面であるが各所に凹地、谷が形成されていたことが窺える。また低地部では調査範囲の南側には縄文時代草創期～早期に埋積した埋没谷が確認されている。
近隣には、同じ野川左岸、立川面の遺跡として西側に新橋遺跡、東側に武蔵野公園低湿地遺跡があり、野川を挟んだ右岸に七軒家遺跡、その西側に前原遺跡がある。国分寺崖線上の武蔵野面には隣接して栗山遺跡があり、その西側には中山谷遺跡、東側にはICU Loc.15遺跡を含むICU構内遺跡群があり、全体として野川流域遺跡群を構成する。

## 調査の歴史
1984～1986年（昭和59～61年）に野川第二調節池の建設に伴い発掘調査が行なわれた。調査面積は8,650平方メートルで、現在までのところ小金井市域では最大の発掘調査となっている。発掘調査は、調査範囲の西側（西区）、東側（東区）の台地部を中心に行なわれ、西区南側の斜面～埋没谷も発掘されている。低湿地部・埋没谷では泥炭層の調査も行われ、古環境復元ための各種分析が行なわれている。
南側に隣接する野川中洲遺跡は1970年（昭和45年）頃、宍戸武昭により石器が採集、報告されたことにより遺跡として周知された。発掘調査は行なわれておらず、現状では都立武蔵野公園の一角となっている。

## 主な遺構
- 石器集中部（ブロック）
- 礫群・配石
- 炭化物集中部
- 竪穴建物跡
- 掘立柱建物跡
- 土坑
- 袋状土坑
- 集石・集石土坑
- 溝

## 主な出土品
- ナイフ形石器
- 石槍（槍先形尖頭器）
- スクレイパー
- 局部磨製石斧
- 有舌尖頭器
- 片刃石斧
- 石鏃
- 打製石斧
- 磨製石斧
- スタンプ形石器
- 石皿
- 縄文土器 - 隆起線文土器、爪形文土器、絡条体圧痕文土器、撚糸文土器、押型文土器、堀之内式
- 石錘
- 土偶 - 筒形土偶
- 土師器 - 坏、甕
- 須恵器 - 坏
- 瓦 - 平瓦
- 刀子
- 陶磁器（中世） - 青磁、常滑焼、渥美焼、山茶碗、擂鉢
- 板碑片
- 陶磁器（近世） - 志野焼、くらわんか手

## 遺跡の変遷

### 後期旧石器時代
前半期～終末期にかけて8枚の文化層が検出された。最古の東区Ⅹ層の包含層は、立川礫層との比高が1ｍ前後であり、離水後、段丘化がまだあまり進んでいない段階から居住の場であったことが窺える。後半期の前半には多数の礫群が構築された。また第Ⅰ泥炭層から出土した大型木片は人工遺物の可能性が指摘されている。

#### 前半期
東区Ⅹ層、Ⅸ層、Ⅶ層、Ⅵ層、西区Ⅵ層が該当する。
- 東区Ⅹ層：石器32点が1カ所の集中部から出土した。内訳はナイフ形石器1点、石斧1点、石核3点、剥片20点、砕片2点、ハンマー2点、その他2点。チャート製とホルンフェルス製のものが半々を占める。礫群は伴わない。また二次堆積層からは局部磨製石斧2点が出土しているが、形態からみてⅩ層段階のものと考えられる。
- 東区Ⅸ層：石器98点が2カ所の集中部他から出土した。内訳は台形様石器2点、スクレイパー1点、二次加工剥片2点、石核8点、剥片74点、砕片12点、ハンマー1点。チャート製のものが大半を占め、次いで安山岩（玄武岩）製のものが多い。配石1基を伴う。
- 東区Ⅶ層：礫群1基が検出された。石器の出土はない。
- 西区Ⅵ層：石器3点、うち剥片（石刃）2点、二次加工剥片1点。礫群は伴わない。
- 東区Ⅵ層：石器4点、うち剥片（石刃）3点、その他1点。礫群1基を伴う。

#### 後半期
西区Ⅳ下層、Ⅳ中層、東区Ⅴ層、Ⅳ下・中層、Ⅳ上層が該当する。
- 東区Ⅴ層：石器5点、うちナイフ形石器2点、剥片2点、砕片1点。黒曜石1点の産地分析の結果は、すべて小深沢産であった[13]。礫群6基を伴う。
- 西区Ⅳ下層：石器354点が3カ所の集中部他から出土している。内訳はナイフ形石器2点、スクレイパー3点、二次加工剥片7点、石核15点、剥片286点、砕片45点、ハンマー1点。チャート製のものが大半を占め、他に粘板岩、黒曜石、ホルンフェルスなども利用されている。黒曜石7点の産地分析の結果は、すべて畑宿産であった[13]。6カ所の礫群を伴う。
- 西区Ⅳ中層：石器29点が1カ所の集中部他から出土している。内訳はスクレイパー1点、二次加工剥片1点、石核1点、剥片25点、砕片1点。チャート製、粘板岩製のものが半々である。礫群2基を伴う。
- 東区Ⅳ下・中層：東区では多量の石器が連続的に出土したため、区分されず一括で報告された。3356点の石器が11カ所の集中部他から出土している。内訳はナイフ形石器63点、スクレイパー34点、彫器2点、二次加工剥片27点、使用痕剥片14点、石核78点、剥片1452点、砕片1677点、礫器1点、ハンマー5点、磨石2点、その他1点。黒曜石製のものと粘板岩製のものが半々を占め、他にホルンフェルス、水晶、安山岩（玄武岩）なども利用されている。45カ所の礫群・配石を伴う。
- 東区Ⅳ上層：262点の石器が4カ所の集中部他から出土した。内訳はナイフ形石器8点、石槍5点、スクレイパー4点、二次加工剥片12点、石核3点、剥片140点、砕片100点、台石1点。黒曜石製のものが最も多く、次いでチャートなどが利用されている。礫群8基、配石4基を伴う。

#### 終末期
西区・東区のⅢ層が該当する。西区Ⅲ層の集中部（1号ブロック）では、後半期に位置づけられるナイフ形石器、石槍と、終末期の細石器が分離できない状態で出土した。
- 西区Ⅲ層：4270点の石器が4カ所の集中部他から出土している。内訳はナイフ形石器28点、石槍56点、細石核4点、細石刃20点、スクレイパー25点、楔形石器2点、二次加工剥片29点、使用痕剥片12点、石核23点、剥片2166点、砕片1774点、礫器3点、台石1点。チャート製、黒曜石製のものが最も多く、次いで粘板岩製、安山岩製のものが見られる。黒曜石80点の産地分析の結果は、神津島産39点、麦草峠産19点、柏峠産10点、小深沢産6点、高原山産4点、星ヶ塔産1点、畑宿産1点であった。このうち神津島産のものはナイフ形石器1点を除くと、他はすべて細石核、細石刃であった。細石刃には、小深沢産、高原山産のものも各1点含まれていた[13]。礫群6基、配石5基を伴う。
- 東区Ⅲ層：83点の石器が1カ所の集中部他から出土している。内訳は石槍1点、スクレイパー3点、二次加工剥片5点、石核4点、剥片43点、砕片11点、その他1点。チャート、ホルンフェルス、黒曜石の順に利用されている。黒曜石1点の産地分析の結果は、すべて小深沢産であった[13]。礫群3基、配石4基を伴う。

#### 第Ⅰ泥炭層
東区の東～中央で、立川ローム層Ⅹ層下部と立川礫層の間に局所的に検出された。コナラ、ハンノキなどの大型植物遺体が出土しており、例温帯の植生が復元された。復元長30cmの大型のコナラ木片が出土しており、年輪に対して放射状に分割された柾目材であることから人工品の可能性が指摘されている。二次加工痕は明瞭ではなく、他に石器等は伴っていない。

#### 第Ⅱ泥炭層
東区の北、西で検出された。立川ローム層Ⅵ～Ⅳ層に相当する。流水で運搬されたと考えられる大型植物遺体が出土しており、カラマツ、トウヒなど第Ⅰ泥炭層より冷涼な気候植生を示す針葉樹が多い。台地部のⅣ下・中層から連続する礫群が検出されている。

### 縄文時代
西区埋没谷で草創期と早期の遺物集中地点、同台地部で後期の集落が検出された。

#### 草創期
西区埋没谷下層で、草創期の遺物集中地点が検出されている。隆起線文土器、無文土器、爪形文土器、絡条体圧痕文土器など土器片116点、有舌尖頭器、石槍、片刃石斧などが出土している。遺物包含層は白色粘土化し、土器片も摩滅していたため、一次的な活動の場ではなく、流路への廃棄または流れ込みと考えられる。

##### 第Ⅲ泥炭層
草創期遺物が出土した埋没谷で検出された。オニグルミ、コナラ、ハンノキなどの落葉広葉樹の大型植物遺体が多く見つかっており、第Ⅱ泥炭層の時期よりも温暖化していたことが窺える。

#### 早期
西区埋没谷上層で、早期の遺物集中地点が検出されている。これらは草創期の遺物集中地点より上層にあたる。また埋没谷斜面部からは集石が2基検出されている。器形を復元できたもの9個体を含む撚糸文土器450点が出土している。大丸式および夏島式に比定される。他に山形押型文土器片が1点出土している。石鏃、磨石、スタンプ形石器、石皿などが伴う。調査区内の台地部では早期の遺構は検出されておらず、居住域ははけうえ遺跡のように武蔵野面にあったものと推定されている。

#### 後期
西区台地部で、竪穴建物跡3棟、掘立柱建物跡1棟、袋状土坑1基、土坑10基、ピット460基、集石1基が検出されている。柄鏡形を呈する建物跡（2号建物）および掘立柱建物跡からは堀之内1～2式土器が出土しており、後期前半の小規模な集落であったと考えられる。他に包含層中から筒形土偶の顔面部が出土している。なお東側に隣接する武蔵野公園低湿地遺跡では、低地湿地部で縄文時代後期の遺物包含層、活動痕跡が検出されているが、本遺跡では確認されなかった。

### 古代
西区で約20基の土坑、ピットが検出された。土師器坏、甕、須恵器坏、刀子、布目瓦（平瓦）などが出土しており、年代のわかるものとして8世紀中葉（武蔵国府編年N3期）、および9～10世紀頃のものがある。このほか表土中から出土したものには12世紀頃の土師質土器も含まれる。

### 中世
西区で溝7基と多数の土坑、ピット、東側でも多数のピットが検出された。掘立柱建物を構成する柱穴が含まれると考えられる。常滑系、渥美系、山茶碗系の陶器片、龍泉窯の製品と思われる蓮弁文を施した青磁碗の破片、擂鉢等、緑泥片岩製の板碑片が出土している。年代の推定できるものは14世紀代のものが多く、鎌倉時代の終わりから室町時代前半にかけてと考えられる。

### 近世
近世には小金井村（江戸時代後半には下小金井村）に属していた。1880年（明治13年）の迅速測図によると野川低地は水田となっており、1970年（昭和45年）まで耕作されていた。発掘調査範囲では近世の遺構は検出されておらず、居住域ではなく田場であったと推測される。16世紀末葉以降、近代初頭までの陶磁器が出土しており、18世紀頃の遺物の数量が増加することから、人口の増加、水田経営や生活基盤の安定化がうかがえる。

### 野川中洲遺跡
野川中洲北遺跡の南側に位置する。現在では河川改修後の野川を挟んで対岸にあたるが、かつては野川の主流路は本遺跡の南側を蛇行していた。1880年（明治13年）の迅速測図では、本遺跡と野川中洲北遺跡の間に小さな谷が表現されており、野川の主流路と支流路に挟まれた中洲上の微高地だったことが窺える。
1970年（昭和45年）頃、宍戸武昭により石器が採集、報告された。石槍には、両面に素材剥片の剥離面を比較的大きく残した、平台坂遺跡Ⅲ層出土例と共通する特徴的なものを含み、終末期のものと考えられる。また1980年（昭和55年）頃には中山真治により、ローム層が露出した工事現場からまとまった石器が採集された。二側縁加工のナイフ形石器、石刃などであり、後半期のものと考えられる。

## 出土資料
野川中洲北遺跡の出土資料の一部（後期旧石器時代の石器、低湿地出土の木材など）は小金井市文化財センターに展示されている。
野川中洲北遺跡出土旧石器時代石器群及び植物遺体（のがわなかすきたいせきしゅつどきゅうせっきじだいせっきぐんおよびしょくぶついたい）一括は、2011年（平成23年）4月25日に、小金井市指定有形文化財（美術工芸品）に指定されている。

### 発掘調査報告書
- 小金井市遺跡調査会『野川中洲北遺跡』 [本誌]、1989年11月（原著1989年11月）。 NCID BN06187453。
- 小金井市遺跡調査会『野川中洲北遺跡』 自然科学分析編、1989年11月（原著1989年11月）。 NCID BN06187453。
- 小金井市教育委員会『平代坂・七軒家』 3巻〈小金井市文化財調査報告書〉、1974年3月（原著1974年3月）。 NCID BN15353203。
- 武蔵野公園泥炭層遺跡調査会『武蔵野公園低湿地遺跡』1984年3月（原著1984年3月）。 NCID BA42907587。